# Verdenudstillinger godkendt af BIE
Dette er en Liste over verdenudstillinger godkendt af BIE, der angiver alle verdenudstillinger, som er godkendt af Bureau International des Expositions (BIE), herunder udstillinger, der efterfølgende er blvet anerkendt.
Betegnelsen "Verdenudstilling" eller "Expo" henviser til de udstillinger, der er størst og som har en varighed på tre til seks måneder. BIE-godkendte udstillinger opdeles i forskellige typer; universelle, internationale eller specialiserede.
Verdensudstillingen i London i 1851 anses som den første anerkendte verdenudstilling, selv om der allerede i 1756 blev arrangeret en international udstilling i London, som fik støtte af RSA.
For andre store internationale udstillinger, der også kan benævnes verdenudstilling, se liste over verdensudstillinger.
| Tidspunkt                     | Verdenudstillingens navn                                                                                 | Sted                   | Tema eller symbol                                                   | Notable projekter                                                                             | Besøgende i millioner | Omkostning (USD) i millioner                         | Areal (ha) |
| ----------------------------- | --- | ---------------------- | ------------------------------------------------------------------- | --------------------------------------------------------------------------------------------- | --------------------- | ---------------------------------------------------- | ---------- |
| April - oktober 1851          | Verdenudstillingen i London i 1851 The Great Exhibition                                                  | Storbritannien London  | Industri fra hele verden                                            | The Crystal Palace Kōh-i Nūr-diamanten                                                        | 6,00                  | 1,65                                                 | 10         |
| Maj - november 1855           | Verdenudstillingen i Paris i 1855 Exposition Universelle                                                 | Frankrig Paris         | Jordbrug, industri og kunst                                         | Théâtre du Rond-Point Palais d'Industrie Bordeauxvin-klassifikationen Saksofonen              | 5,00                  | 2                                                    | 15         |
| Maj - november 1862           | Verdenudstillingen i London i 1862 1862 International Exhibition                                         | Storbritannien London  | Industri og kunst                                                   |                                                                                               | 6,00                  | 2                                                    | 15         |
| April - november 1867         | Verdenudstillingen i Paris i 1867 Exposition Universelle                                                 | Frankrig Paris         | Jordbrug, industri og kunst                                         | Champ-de-Mars                                                                                 | 15,00                 | 4,5                                                  | 69         |
| Maj - oktober 1873            | Verdenudstillingen i Wien i 1873 Weltausstellung 1873 Wien                                               | Østrig-Ungarn Wien     | Kultur og uddannelse                                                | Rotunden                                                                                      | 7,25                  | 9,5                                                  | 233        |
| Maj - november 1876           | Verdenudstillingen i Philadelphia i 1876 Centennial Exposition                                           | USA Philadelphia       | Uafhængighederklæringen                                             | Telefonen Heinz Ketchup                                                                       | 10,00                 | 8                                                    | 115        |
| Maj - november 1878           | Verdenudstillingen i Paris i 1878 Exposition Universell                                                  | Frankrig Paris         | Jordbrug, kunst og industri                                         | Frihedsgudinden Telefonen Braille-alfabetet                                                   | 16,00                 | 11                                                   | 75         |
| September 1879 - april 1880   | Sydney International                                                                                     | New South Wales Sydney | Jordbrug, kunst og industri                                         | The Garden Palace, Dampdrevne sporvogne                                                       | 1,1                   |                                                      |            |
| Oktober 1880 - april 1881     | Verdenudstillingen i Melbourne Melbourne International Exhibition                                        | Victoria Melbourne     | Kunst, produktion, jordbrug og industri                             | Royal Exhibition Buildings og Carlton Gardens                                                 | 1,30                  | 1,6                                                  | 25         |
| 1888                          | Melbourne Centennial                                                                                     | Victoria Melbourne     | Kunst, produktion, jordbrug og industri                             | Royal Exhibition Buildings og Carlton Gardens                                                 |                       |                                                      |            |
| April - december 1888         | Verdenudstillingen i Barcelona 1888 Barcelona International                                              | Spanien Barcelona      | Kunst og industri                                                   | Arc de Triomf Columbusmonumentet                                                              | 2,30                  | 1,7                                                  | 47         |
| Maj - oktober 1889            | Verdenudstillingen i Paris i 1889 Exposition Universelle                                                 | Frankrig Paris         | Den franske revolution                                              | Eiffeltårnet Annie Oakley                                                                     | 32,00                 | 0,3                                                  | 96         |
| Maj - oktober 1893            | World's Columbian                                                                                        | USA Chicago            | Opdagelsen af Amerika                                               | Midway Plaisance Fine Arts Building Lysstofrør Burgeren Pariserhjul                           | 27,50                 | 27                                                   | 290        |
| Maj - november 1897           | Verdenudstillingen i Brussel i 1897 Brussels International Exposition                                    | Belgien Brussel        | Automobilet                                                         |                                                                                               | 7,80                  |                                                      | 132        |
| April - november 1900         | Verdenudstillingen i Paris i 1900 Exposition Universelle                                                 | Frankrig Paris         | Evaluation of a Century                                             | Film Rulletrappen Sommer-OL 1900                                                              | 50,80                 | 18,75                                                | 120        |
| Maj - november 1901           | Verdenudstillingen i Buffalo i 1901 Pan-American Exposition                                              | USA Buffalo            |                                                                     | Udendørs belysning Attentatet på William McKinley Røntgenapparat Temple of Music              | 8.00                  |                                                      | 141        |
| April - december 1904         | Verdenudstillingen i St. Louis i 1904 Louisiana Purchase Exposition                                      | USA St. Louis          | Louisiana Purchase                                                  | Forest Park Saint Louis Art Museum Vulcan statue Sommer-OL 1904                               | 19,50                 | 31,5                                                 | 500        |
| April - november 1905         | Liège International                                                                                      | Belgien Liège          | Belgiens uafhængighed                                               |                                                                                               | 7,00                  | 2,9                                                  | 70         |
| April - november 1906         | Milan International                                                                                      | Italia Milano          | Transport                                                           | Elektrisk sporvogn                                                                            | 10,00                 | 2,6                                                  | 100        |
| 1907                          | Dublin International                                                                                     | Irland Dublin          |                                                                     |                                                                                               |                       |                                                      |            |
| April - december 1907         | Verdenudstillingen i Jamestown i 1907 Jamestown Exposition                                               | USA Norfolk            | 300-års jubilæum af Jamestown-kolonien                              | Jernbaneudstillinger                                                                          |                       |                                                      |            |
| Juni - oktober 1909           | Verdenudstillingen i Seattle i 1909 Alaska–Yukon–Pacific Exposition                                      | USA Seattle            | Udviklingen af Pacific Northwest                                    |                                                                                               | 10,00                 | 3,7                                                  | 100        |
| April - november 1910         | Brussels International                                                                                   | Belgien Brussel        | Industri                                                            |                                                                                               | 13,00                 | 3,5                                                  | 90         |
| 1911                          | Turin International                                                                                      | Italien Torino         |                                                                     |                                                                                               |                       |                                                      |            |
| April - november 1913         | Ghent International                                                                                      | Belgien Gent           |                                                                     | Gent-Surt-Pieters jernbanestation                                                             | 9,50                  | 3,3                                                  | 130        |
| Februar - december 1915       | Verdenudstillingen i San Francisco i 1915 Panama–Pacific International Exposition                        | USA San Francisco      | Indvielsen af Panamakanalen                                         | Palace of Fine Arts Exploratorium                                                             | 19,00                 | 25,8                                                 | 254        |
| Marts 1915 - januar 1917      | Verdenudstillingen i San Diego i 1917 Panama–California Exposition                                       | USA San Diego          | Fejring af åbningen af Panamakanalen                                | Cabrillo Bridge House of Charm Spreckels Organ Pavilion San Diego Museum of Man San Diego Zoo |                       |                                                      |            |
| Maj 1929 - juni 1930          | Verdenudstillingen i Sevilla i 1929 Ibero-American Exposition                                            | Spanien Sevilla        |                                                                     |                                                                                               |                       |                                                      |            |
| Maj 1929 - januar 1930        | Verdenudstillingen i Barcelona 1929 Barcelona International                                              | Spanien Barcelona      | Kunst og industri                                                   | Barcelona pavillonen Museu Nacional d'Art de Catalunya Estadi Avledeímpic Lluís Companys      |                       | 25                                                   | 118        |
| Maj - november 1933           | Verdenudstillingen i Chicago i 1933 A Century of Progress                                                | USA Chicago            | A Century of Progress                                               | Sky Ride Graf Zeppelin Homes of Tomorrow                                                      | 48,60                 | 42,9                                                 | 170        |
| April - november 1935         | Verdenudstillingen i Brussel i 1935 Brussels International Exposition (1935)                             | Belgien Brussel        | Transports, Colonisation                                            |                                                                                               | 20,00                 | 197 BEF                                              | 152        |
| Maj - november 1937           | Verdenudstillingen i Paris i 1937 Exposition Internationale de Arts et Techniques dans lagde Vie Moderne | Frankrig Paris         | Arts and Technology in modern life                                  | Triumfbuen                                                                                    | 31,00                 | 1.400 FRF                                            | 105        |
| Februar 1939 - september 1940 | Verdenudstillingen i San Francisco i 1939 Golden Gate International Exposition                           | USA San Francisco      | Pageant of the Pacific                                              | Oakland Bay Bridge Golden Gate Bridge                                                         |                       |                                                      |            |
| April - oktober 1940          | Verdenudstillingen i New York i 1939 New York World's Fair (1939)                                        | USA New York           | Building The World of Tomorrow                                      | Flushing Park Bell Labs' Voder Magna Carta Sci-fi Convention                                  | 45,00                 | 155                                                  | 500        |
| Juli - september 1958         | Verdenudstillingen i Brussel i 1958 Brussels World's Fair (1958)                                         | Belgien Brussel        | A more human world                                                  | Heysel stadion Atomium                                                                        | 41,00                 | 2,500 BEF                                            | 200        |
| April - oktober 1962          | Verdenudstillingen i Seattle i 1962 Century 21 Exposition                                                | USA Seattle            | "Man in the Space Age"                                              | Seattle Center Space Needle Seattle Monorail                                                  | 9,60                  | 47                                                   | 30         |
| April 1964 - oktober 1965     | Verdenudstillingen i New York i 1964 New York World's Fair (1964)                                        | USA New York           | "Man's Achievement on a Shrinking Globe in an Expanding Universe"   | Unisphere Audio-Animatronics                                                                  |                       |                                                      | 500        |
| April - oktober 1967          | Expo 67                                                                                                  | Canada Montréal        | "Man and His World Land"                                            | Montreals Metro Habitat '67 Montreal Biosphère                                                | 50,00                 | 431 CAD                                              |            |
| April - oktober 1968          | Verdenudstillingen i San Antonio i 1968 HemisFair '68                                                    | USA San Antonio        | Confluence of Civilizations in the Americas                         | Tower of the Americas Institute of Texan Cultures HemisFair Arena                             | 6,40                  | 156                                                  | 37,64      |
| Marts - september 1970        | Expo 70                                                                                                  | Japan Osaka            | "Progress and Harmony for Mankind"                                  | Tower of the Sun Månesten Elbil                                                               | 64,2                  | 30                                                   | 329,82     |
| Maj - november 1974           | Expo 74                                                                                                  | USA Spokane            | "Tomorrow's Fresh New Environment"                                  | IMAX                                                                                          | 4.80                  | 78.4                                                 | 41         |
| Maj - oktober 1982            | Verdenudstillingen i Knoxville i 1982 Knoxville International Energy Exposition                          | USA Knoxville          | "Energy Turns the World"                                            | Sunsphere                                                                                     | 11,00                 | 42                                                   | 30         |
| Maj - november 1984           | Verdenudstillingen i Louisiana i 1984 Louisiana World Exposition                                         | USA New Orleans        | The worlds of Rivers                                                | Convention Center                                                                             | 7,30                  | 350                                                  | 33,99      |
| Marts - september 1985        | Expo 85                                                                                                  | Japan Tsukuba          | Dwellings and Surroundings - Science and Technology for Man at Home |                                                                                               | 20,3                  | 100                                                  |            |
| Maj - oktober 1986            | Expo 86                                                                                                  | Canada Vancouver       | Transportation and Communication                                    | Science World Vancouver SkyTrain BC Place Stadium Canada Place                                | 22,11                 | 311 CAD underskud                                    | 70         |
| April - oktober 1988          | Expo 88                                                                                                  | Australia Brisbane     | Leisure in the Age of Technology                                    | Sunsails The Skyneedle                                                                        | 18,00                 | 625 AUD                                              | 40         |
| April - oktober 1992          | Expo 92 i Sevilla                                                                                        | Spania Sevilla         | The Era of Discovery                                                | Puente del Alamillo                                                                           | 41,80                 |                                                      | 215        |
| Maj - august 1992             | Expo Colombo 92 i Genova                                                                                 | Italia Genova          | Christopher Columbus, The Ship and the Sea                          | Aquarium of Genoa                                                                             | 1,7                   |                                                      |            |
| August - november 1993        | Expo 93                                                                                                  | Sydkorea Daejeon       | The Challenge of a New Road of Development                          | Daejeon Expo Park, Daejeon Museum of Art                                                      | 14,50                 |                                                      | 25         |
| Maj - september 1998          | Expo 98                                                                                                  | Portugal Lissabon      | The Oceans: A Heritage for the Future                               | Pavilhão Atlântico Lisbon Oceanarium Pavilion of Portugal                                     | 11,00                 |                                                      | 70         |
| Juni - oktober 2000           | Expo 2000                                                                                                | Tyskland Hannover      | Humankind, Nature, Technology                                       | Hannover Principles Expo-Seilbahn                                                             | 18,00                 | 3,400,000 DM                                         | 160        |
| Marts - september 2005        | Expo 2005                                                                                                | Japan Aichi            | Nature's Wisdom                                                     | Min nabo Totoro Asimo robotten                                                                | 22,04                 |                                                      | 173        |
| Juni - september 2008         | Expo 2008                                                                                                | Spanien Zaragoza       | Water and Sustainable development                                   | Bridge Pavilion Water Tower                                                                   |                       |                                                      |            |
| Maj - oktober 2010            | Expo 2010                                                                                                | Kina Shanghai          | Better City, Better Life                                            | Expo Axi                                                                                      | 73,08                 | $4,2 milliarder ($58 milliarder inkl. infrastruktur) | 528        |
| Maj - august 2012             | Expo 2012                                                                                                | Sydkorea Yeosu         | The Living Ocean and Coast                                          | The Big-O The Sky Tower                                                                       | 8,20                  | 176,9                                                | 25         |
| Maj - oktober 2015            | Expo 2015                                                                                                | Italy Milano           | Feeding the planet, Energy for life                                 | The Tree of Life                                                                              | 21,5                  | 110                                                  | 145        |
| Juni - september 2017         | Expo 2017                                                                                                | Kasakhstan Astana      | Future Energy                                                       | The Nur Alem Sphere                                                                           | 4,1                   | 25                                                   | 115        |

|}